# Pyramica maynei
Pyramica maynei är en myrart som först beskrevs av Auguste-Henri Forel 1916.  Pyramica maynei ingår i släktet Pyramica och familjen myror. Inga underarter finns listade i Catalogue of Life.